# Eois goodmani
Eois goodmani là một loài bướm đêm trong họ Geometridae.